# U.S. Men's Clay Court Championships 2019
U.S. Men's Clay Court Championships 2019 — тенісний турнір, що проходив на ґрунтових кортах у місті Х'юстон, США з 8 квітня. Належав до категорії ATP Tour 250.

## Фінальна частина

### Одиночний розряд
Крістіан Гарін —  Каспер Рууд 7–6(7–4), 4–6, 6–3

### Парний розряд
Сантьяго Гонсалес /  Айсам-уль-Хак Куреші —  Кен Скупскі /  Ніл Скупскі 3–6, 6–4, [10–6]